# Tag (Altes Ägypten)
Ein Tag im Alten Ägypten entsprach 24 altägyptischen Stunden, die in „zwölf Tages-“ und „zwölf Nachtstunden“ aufgeteilt waren. Die zwölf Tagesstunden begannen üblicherweise mit dem Sonnenaufgang und dauerten bis zum Sonnenuntergang, denen die zwölf Nachtstunden folgten. Die sichtbare Sonne markierte so den lichten Tag. Das Datum wechselte daher im ägyptischen Kalender nicht wie im gregorianischen und julianischen Kalender zu Mitternacht, sondern mit Sonnenaufgang.
Der erste Monatstag im altägyptischen Mondkalender begann am Tag des Verschwindens der Altlicht-Mondsichel in der Morgendämmerung vor Sonnenaufgang. Da die letzten Nachtstunden zum alten Tag gehörten, war somit die Nichtsichtbarkeit des Mondes ein zuverlässiger Signalgeber unmittelbar vor der aufgehenden Sonne. Bei Neumond ist grundsätzlich keine Sichtung einer Mondsichel möglich, da der Mondaufgang fast gleichzeitig mit der Sonne ohne Mondsichelbildung erfolgt und der Neulichtmond nicht mit bloßem Auge gesehen werden kann.
Der altägyptische Tag datierte immer über den Zeitraum von zwei julianischen bzw. gregorianischen Tagen. Heliakische Aufgänge von Sternen gehörten immer dem alten Tag an, weshalb sie im julianischen bzw. gregorianischen Kalender um einen Tag zurückzudatieren sind. Wenn beispielsweise Sirius als Signalgeber der Nilschwemme am 20. Juni seinen heliakischen Aufgang hatte, zählte dieses Ereignis im altägyptischen Kalender noch zum 19. Juni. Dieser Definition folgend gestalten sich die Anordnungen der Diagonalsternuhren und die Einträge im Nutbuch. Dort sind alle sichtbaren Dekane in die Phasen akronychische Kulmination, akronychischer Untergang sowie heliakischer Aufgang unterteilt und einem altägyptischen Tag zugeordnet: „Ein Dekan stirbt (akronychischer Untergang) und ein anderer lebt (heliakischer Aufgang) am Beginn einer Dekade.“

## Definition des altägyptischen Tages

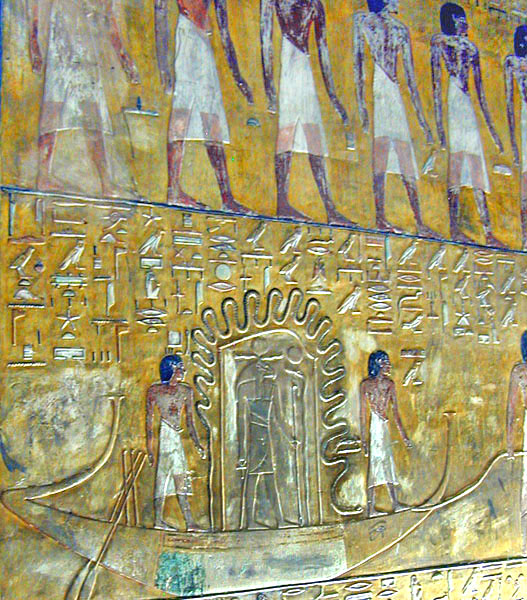
Der Sonnengott Re in seiner Sonnenbarke
(Grab des Sethos I.)

Der ägyptische Kalender war in 36 Wochen unterteilt, die jeweils zehn Tage umfassten. Jeder Wochenanfang hatte den Dekan-Tag als Grundlage, dessen Beginn durch den heliakischen Aufgang des zuständigen Dekan-Sterns bestimmt wurde. Die letzten fünf Tage des Jahres nannten die Ägypter Heriu-renpet (Epagomene).
In der Ägyptologie fanden in der Vergangenheit kontroverse Diskussionen über den Zeitpunkt des Beginns eines altägyptischen Tages statt. Aufgrund unklarer Aussagen in Quellen, die der altägyptischen Mythologie zuzurechnen sind, zählten einige Ägyptologen die Morgen- und Abenddämmerung zu den 12 Tagesstunden. Hingegen definieren sich die 12 Tagesstunden in den Texten der altägyptischen Astronomie bezüglich des altägyptischen Kalenders von Sonnenaufgang bis Sonnenuntergang.
Die von den Ägyptologen in älterer Literatur vorgenommenen Definitionen widersprechen sich teilweise. Es kann daher vorkommen, dass die Literatur jener Ägyptologen als Grundlage für die Definition des Tagesbeginns ab Dämmerung herangezogen wird, die zugleich an anderer Stelle den Tagesbeginn ab Sonnenaufgang festlegt. So erklären beispielsweise Richard Anthony Parker und Otto Neugebauer:

„Die erste Stunde der Nacht beginnt mit der Dunkelheit nach Sonnenuntergang und kein Stern ist nötig, sie (die 1. Nachtstunde) anzuzeigen…Der heliakische Aufgang war für die Auswahl der Dekansterne von entscheidender Bedeutung, denn der Dekan markiert die 12. Nachtstunde.“

Die zwischenzeitlich technisch stark verbesserten astronomischen Berechnungsmöglichkeiten und das Auftauchen neuer Textquellen führten in der Ägyptologie zu Neubewertungen historischer Texte sowie zu Korrekturen fehlerhafter Aussagen in der vorliegenden älteren Literatur. Ägyptologen und Astronomen bestätigen einheitlich, dass sich statt der in den altägyptischen Quellen genannten „unsichtbaren 70 Tage von Sirius“ in der frühdynastischen Zeit 74 Tage astronomisch am Beobachtungsort Memphis belegen lassen; im weiteren Verlauf der altägyptischen Geschichte absinkend auf 70 Tage in der 12. Dynastie. Dieser Befund widerspricht ebenfalls einer Gleichsetzung der 1. und 12. Tagesstunde mit den Dämmerungsphasen, die zudem mit der altägyptischen Sonnenuhr infolge des fehlenden Schattens nicht erfasst werden konnten. Die auf der altägyptischen Sonnenuhr eingeteilten 12 Tagesstunden bezogen sich daher auf den lichten Tag.

### Mythologische Definition

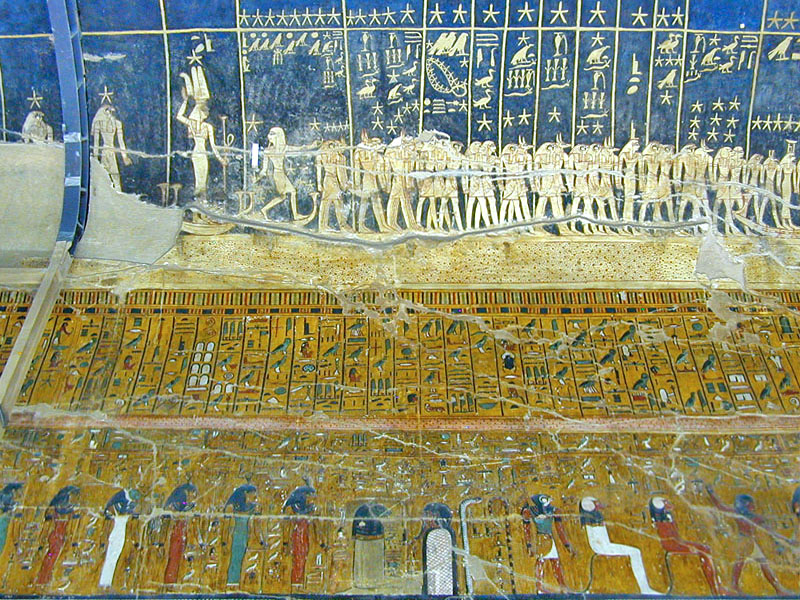
Deckendarstellung (Grab Sethos I.)

In der altägyptischen Mythologie stellt die Einteilung der Dämmerungsstunden eine Besonderheit dar, die unter anderem im Stundenkalender des Ramses II. dokumentiert ist. Auch die Ausführungen der Nutbuch-Darstellungen im Grab Sethos I. (KV17) im Tal der Könige beschreiben diese Sondersituation: „Die Orte der ersten beiden Nachtstunden sind die Hände und die Lippen der Himmelsgöttin Nut“. Der Eintritt von Re in die Duat findet zeitgleich mit dem „Verschlucken des Re“ statt. Die Verwandlung des „Re in Heliopolis als Sonne des Tages“ in die abendliche Erscheinungsform des Atum stellt die besondere Situation der „Zwischenzeit des Re“ anschaulich dar.
Insofern konnten die ersten beiden Nachtstunden in der ägyptischen Mythologie noch zum Tag gezählt werden, da die „Stunden der Nacht“ ursprünglich mit dem „Verschlucken des Re“ begannen. Gleichbedeutend galt diese Auffassung für die letzten beiden Stunden der Nacht, in denen Re im „Geburtsvorgang“ die Duat verlassen, aber noch nicht den Horizont erreicht hatte und als Morgendämmerung in der Erscheinungsform der Gottheit Chepri auftrat.

### Kalendarische Definition

#### Tag

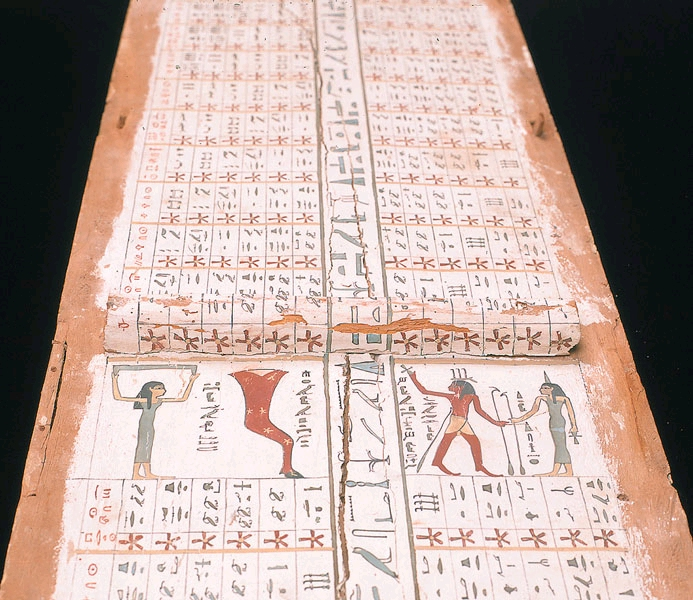
Diagonalsternuhr aus dem Mittleren Reich

In der Kalenderrechnung wurde konsequent nach dem Prinzip der Sonnensichtbarkeit verfahren. Die Bezeichnung Tag ist mit dem Erscheinen des Sonnengottes Re verbunden. Daher nannten die Ägypter „jeden Tag“ auch „jede Sonne“. Im „Zweibrüdermärchen“ wird der Beginn des Tages beschrieben: „Als die Erde für den nächsten Tag hell ward“. Das „hell werden“ bezog sich noch auf die Morgendämmerung, die zugleich die zwölfte Stunde der Nacht markierte. Entsprechend galt die Zeit nach Sonnenuntergang als „zweite Tageshälfte, die Dunkelheit, die auf Re folgt“.
Christian Leitz bezeichnet die Aussage von Richard-Anthony Parker und Otto Neugebauer „Die erste Stunde des Tages beginnt mit der Dämmerung“ als „nicht akzeptabel“, da sie den altägyptischen Quellen widerspricht. Dort, beispielsweise im Nutbuch und in den Diagonalsternuhren, wird der heliakische Aufgang konsequent in die 12. Nachtstunde terminiert. Außerdem gelten die akronychischen Untergänge und akronychischen Kulminationen während der Abenddämmerung als Eintritt in die Duat, der sich in der 1. Nachtstunde vollzieht.
Auf dem Naos der Dekaden des Nektanebos I. beginnt die Wirksamkeit der Dekane mit der Kulmination am Ende der 12. Nachtstunde. Alexandra von Lieven verweist in diesem Zusammenhang auf die Funktion der Morgendämmerung, die als „Geburtsphase des Sonnengottes“ anzusehen ist, wobei sich Re noch unterhalb des Horizontes befindet. In gleicher Weise werden die Dekansterne tituliert, „die in der 12. Nachtstunde“ während der Morgendämmerung „geboren werden“ und sich dabei über den „Ausgangstoren der Duat“ befinden.

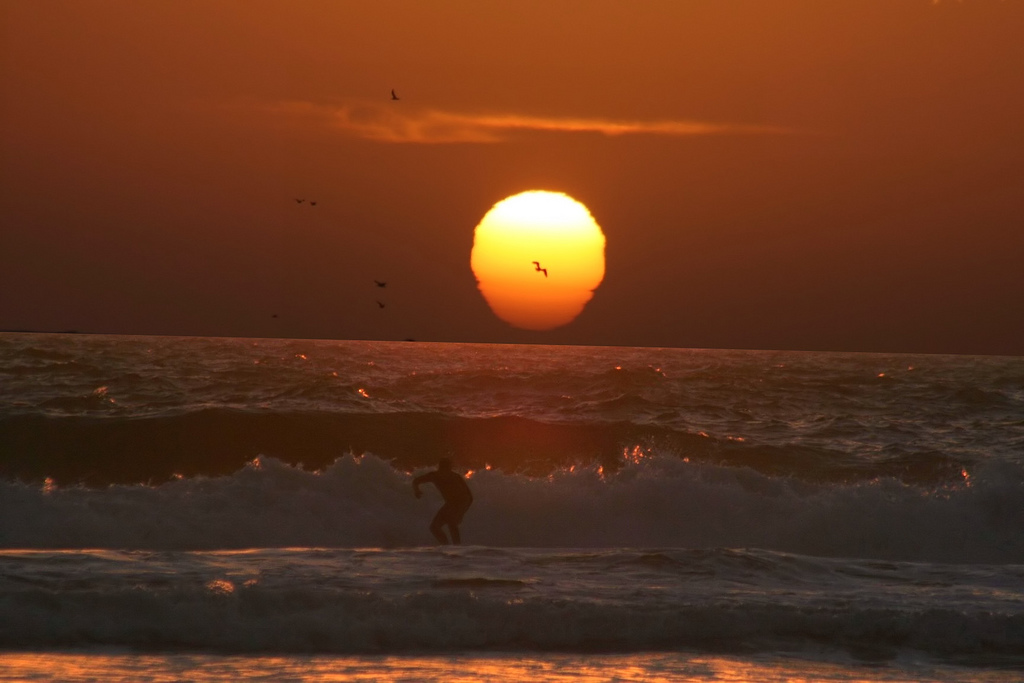
Der Sonnengott Re unmittelbar nach dem Verlassen der Unterwelttore während „der Stunde, die zufriedenstellt“

In der altägyptischen Mythologie wird der Beginn der ersten Tagesstunde auch beschrieben als „Moment, wenn der Sonnengott Re den Bereich der Mesqet und die Duat verlässt“. In der ursprünglichen Fassung des Nutbuches heißt es dazu weiter:

„So entsteht [der Befehl], dass er (Re) sich zum Himmel entfernt, in der „Stunde, die zufriedenstellt“. So wird seine Gestalt stark und groß. Bei Nacht gehen die (Dekansterne als) Bas beim Fahren am Himmel hervor. Die Dekansterne folgen Re bei seinem Aufgang in der „Stunde, die zufriedenstellt“. Am Tag sind sie nicht sichtbar für die Menschen.“

Die Tageszeiten wurden im Alten Ägypten durch die Stundengöttinnen repräsentiert. Richard-Anthony Parker und Otto Neugebauer „postulierten“, dass „die Stunde, die zufriedenstellt“ in altägyptischen Texten ansonsten nicht nachweisbar sei. Da die „Stunde, die zufriedenstellt“ zum Tag gehört, ist sie im „Buch der Nacht“ tatsächlich unbekannt, jedoch im „Buch vom Tag“ belegt: „Die Majestät dieses Gottes geht hervor in der Stunde Die die Schönheit des Re erscheinen lässt. Das ist die Stunde, die zufriedenstellt“. Daneben wird diese Stunde zwei weitere Male bezüglich des Sonnenlaufes im „Buch vom Durchwandeln der Ewigkeit“ genannt. Bei dem erst in der griechisch-römischen Zeit entstandenen Papyrus Carlsberg 1 handelt es sich um eine Abschrift der ursprünglichen Nutbuchfassungen aus dem Neuen Reich. Der Papyrus Carlsberg 1 beinhaltet zahlreiche neue theologische Ausdeutungen.

„Re befielt sein Entfernen von den Menschen in der Duat, in der neunten Stunde der Nacht, das heißt, in der „Stunde, die zufriedenstellt“. Die Dekansterne machen ihre Wanderung beim Ziehen am Himmel. Ihre Aufgänge sind für das menschliche Gesicht unsichtbar. Sein (Re) Schauen zur Erde beim Aufgehen sind seine Strahlen.“

Datumswechsel im altägyptischen Kalender

Den Kommentator des Papyrus Carlsberg 1 hat offensichtlich die Zuweisung der „Stunde, die zufriedenstellt“ verwirrt, da er sie mit „der neunten Stunde der Nacht“ gleichsetzte, obwohl es sich um die erste Tagesstunde handelt. Der Aufgang der Dekansterne, die „mit Re über den Himmel ziehen“, findet aufgrund der Verlegung des Sonnenaufgangs in die neunte Stunde der Nacht nun am Tag statt, weshalb ihr Aufgang dann nicht mehr zu beobachten ist.
Die neu zusammengestellten Aussagen zeigen die Schwierigkeiten des Kommentators, den Sinn zu verstehen; beispielsweise warum sich die Sonne in der „neunten Stunde der Nacht“ entfernt, obwohl die Menschen die Sonne dann sowieso nicht sehen können. Die falschen Zuweisungen belegen deutlich den Umstand, dass es sich bei der „Stunde, die zufriedenstellt“ um einen Übertrag aus anderen Texten handelte, die dem Kommentator nicht mehr vorlagen. Er kam deshalb zu fehlerhaften „Schlussfolgerungen“, die teilweise sogar jenen Aussagen des Kapitels der Dekansterne im Papyrus Carlsberg 1 widersprechen.

#### Nacht

Abenddämmerung als 1. Nachtstunde

Die Nacht begann mit der Abenddämmerung unmittelbar nach dem Sonnenuntergang in der 12. Stunde des Tages und endete mit dem Sonnenaufgang. Das Ende der zwölften Nachtstunde kennzeichnete zugleich das Ende des ägyptischen Tages. Die Anordnung der Dekane auf den Diagonalsternuhren widerspricht der Hypothese, dass die 1. Nachtstunde erst nach der Dämmerung einsetzt. Ein Dekan war grundsätzlich für die Dauer von jeweils 10 Tagen der „Signal-“ und „Namensgeber“.
Die zu einem Dekan zugehörigen Sterne besaßen eine wesentlich geringere Helligkeit als Sirius, weshalb bei normalen Bedingungen jene Sterne erst etwa 50 bis 60 Minuten nach Sonnenuntergang sichtbar wurden und unmittelbar danach entweder kulminierten oder akronychisch untergingen. Die entsprechenden Aussagen zum „Tod eines Dekans“ bei seinem akronychischen Untergang bezogen sich immer auf die 1. Nachtstunde. Die den Dekan repräsentierenden Dekansterne zeigten deshalb immer das Ende der 1. Nachtstunde an, der kurze Zeit später der Beginn der 2. Nachtstunde folgte.

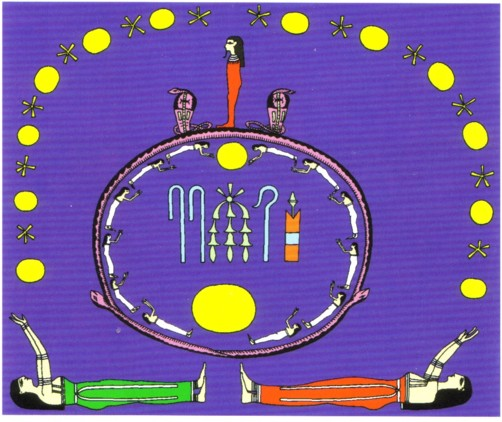
Nächtlicher Sonnenlauf
(Darstellung in KV11)

„Was zwischen dem Stern ist, der die 1. Stunde (der Nacht) macht (Kulmination), das heißt, dem Stern des Abends, bis zu dem, der die Duat umkreist (akronychischer Untergang), das sind 9 Sterne…Die Majestät dieses Gottes (Re) tritt ein (in die Duat) im Hinblick auf die 1. Stunde (der Dekansterne) in der Dunkelheit…Die Majestät dieses Gottes (Re) geht zur Ruhe…in die Duat in der 2. Stunde der Nacht.“

Im „Buch der Nacht“ beginnt die Barken-Nachfahrt des Re ebenfalls in der 2. Stunde der Nacht, während Seth am „Ufer des Sees“ steht, über dem der sterbende Dekan (1. Nachtstunde) noch schwebt und ihn leicht berührt. Der Sonnengott Re kann nur seine Barke betreten, wenn er zu Beginn der 2. Nachtstunde das „Tor des Allesverschlingers (Seth)“ unbeschadet passiert hat. Eine Nachtstunde entsprach am längsten Tag des Jahres 50 Minuten, am kürzesten Jahrestag 70 Minuten. Vom Zeitpunkt des Sonnenuntergangs bis zum Ende der astronomischen Dämmerung vergehen in Ägypten im Durchschnitt etwa 90 Minuten, so dass die Phase der totalen Dunkelheit immer in die 2. Nachtstunde fiel.

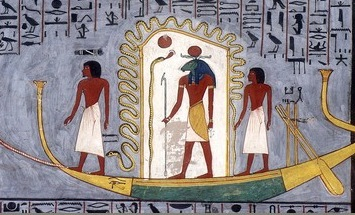
Re in der Sonnenbarke während der Nachtfahrt

Im „Zweibrüdermärchen“ wird nach erfolgtem Sonnenuntergang vom gerade vergangenen Tag als „Gestern“ und als „Zeit, die nicht zu Re gehört“ gesprochen. Die Nächte zu altägyptischen  Festen fallen damit immer auf den Vortag, auch wenn der Festbeginn in der Zeit unmittelbar nach Sonnenaufgang stattfindet. Auch das „altägyptische Neujahrsfest“ begann „in der Nacht des fünften Tages der Jahreszeit Heriu-renpet“. Mit den ersten Sonnenstrahlen des ersten Achet I hielt das neue Jahr kurze Zeit später Einzug, wobei die „Geburt des Re“ noch im alten Jahr den Anfang hatte und im neuen Jahr zum Zeitpunkt des Sonnenaufgangs vollzogen war. Sopdet konnte während der Morgendämmerung als Erscheinungsform der Isis oder Hathor daher auch als „Geburtshelferin“ fungieren.

## Tageslängen
Die Länge einer Tages- oder Nachtstunde schwankte durchschnittlich je nach Jahreszeit im Mittel zwischen 1 h 9 min und 51 min. Die durchschnittlichen  Tages- und Nachtlängen hatten in Umrechnung eine Schwankungsbreite von 10 h 21 min (21./22. Dezember) bis 13 h 44 min (21./22. Juni).
Die genannten Zeiten gelten für den Beobachtungsort Memphis. Die Werte ändern sich je nach Breitengrad, wobei die Dämmerungsphasen in nördliche Richtung zunehmende Längen und in südliche Richtung abnehmende Längen aufweisen.
| Dauer der Dämmerung, Tag und Nacht in Memphis |                   |                   |                   |                   |
| Lichtzustand                                  | 20./21. März      | 21./22. Juni      | 22./23. Sep.      | 21./22. Dez.      |
| Astronomische Dämmerung                       | 04:39 Uhr         | 03:22 Uhr         | 04:24 Uhr         | 05:21 Uhr         |
| Nautische Dämmerung                           | 05:07 Uhr         | 03:55 Uhr         | 04:52 Uhr         | 05:51 Uhr         |
| Bürgerliche Dämmerung                         | 05:35 Uhr         | 04:29 Uhr         | 05:20 Uhr         | 06:21 Uhr         |
| Sonnenaufgang                                 | 06:00 Uhr         | 04:55 Uhr         | 05:44 Uhr         | 06:47 Uhr         |
| Sonnenuntergang                               | 18:03 Uhr         | 18:56 Uhr         | 17:47 Uhr         | 16:56 Uhr         |
| Bürgerliche Dämmerung                         | 18:07 Uhr         | 19:00 Uhr         | 17:51 Uhr         | 17:00 Uhr         |
| Nautische Dämmerung                           | 18:31 Uhr         | 19:27 Uhr         | 18:15 Uhr         | 17:27 Uhr         |
| Astronomische Dämmerung                       | 18:59 Uhr         | 20:00 Uhr         | 18:43 Uhr         | 17:57 Uhr         |
| Nachtdauer (totale Dunkelheit)                | 19:27 – 04:38 Uhr | 20:36 – 03:21 Uhr | 19:11 – 04:23 Uhr | 18:25 – 05:20 Uhr |
| Tagdauer (lichter Tag)                        | 06:00 – 18:03 Uhr | 04:55 – 18:56 Uhr | 05:44 – 17:47 Uhr | 06:47 – 16:56 Uhr |